# Tromatobia
Tromatobia is een geslacht van insecten uit de orde vliesvleugeligen (Hymenoptera) en de familie Ichneumonidae.

## Soorten
- T. forsiusi (Hellen, 1915)
- T. lineata (Wollaston, 1858)
- T. lineatoria (Villers, 1789)
- T. ornata (Gravenhorst, 1829)
- T. ovivora (Boheman, 1821)
- T. quadricolor (Kriechbaumer, 1894)
- T. variabilis (Holmgren, 1856)